# Mark McNamara
Pour les articles homonymes, voir McNamara.
Mark Robert McNamara, né le 8 juin 1959 à San Jose en Californie et mort le 27 avril 2020, est un joueur américain de basket-ball. 
Il évolue durant sa carrière aux postes d'ailier fort et de pivot.

## Carrière

### Mort
Mark McNamara est mort le 27 avril 2020 d'une insuffisance cardiaque.

## Palmarès
- First-team All-Pac-10 en 1982
- Champion NBA 1983